# Blue Train
Blue Train (ブルートレイン, Buruu Torein) je prvi singl japanskog rock sastava Asian Kung-Fu Generation s njihovog trećeg studijskog albuma Fanclub. Singl je objavljen 30. studenog 2005. te se nalazio na petom mjestu Oricon ljestvice, a s više od 100,000 prodanih primjeraka, bio je 94. najprodavaniji singl godine. Tekst je napisao pjevač Masafumi Gotō.

## Spot
Spot za singl "Blue Train" je režirao Kazujoši Oku. U spotu članovi sastava čekaju vlak na stanici u podzemnoj željeznici.

## Popis pjesama
1. Blue Train (ブルートレイン, Buruu Torein)
2. Road Movie (ロードムービー, Rōdomūbī)
3. Tobenai Sakana (飛べない魚, "Tobenai Sakana")
4. Gekkō (月光, "Gekkō")

## Produkcija
- Masafumi Goto - vokal, gitara
- Kensuke Kita - gitara, prateći vokal
- Takahiro Yamada – bas, prateći vokal
- Kiyoshi Ijichi – bubnjevi
- Asian Kung-Fu Generation – producent

## Ljestvica
| Godina | Ljestvica | Najviša pozicija |
| ------ | --------- | ---------------- |
| 2005.  | Oricon    | 5                |